# Роузмаунт (Охајо)
Роузмаунт (енгл. Rosemount) насељено је место без административног статуса у америчкој савезној држави Охајо.

## Демографија
По попису из 2010. године број становника је 2.112, што је 69 (3,4%) становника више него 2000. године.
| Група             | 2000.         | 2010.         |
| Белци             | 2.005 (98,1%) | 2.050 (97,1%) |
| Афроамериканци    | 5 (0,2%)      | 14 (0,7%)     |
| Азијати           | 1 (0,0%)      | 10 (0,5%)     |
| Хиспаноамериканци | 4 (0,2%)      | 13 (0,6%)     |
| Укупно            | 2.043         | 2.112         |